# Циклон (ракета-носій)

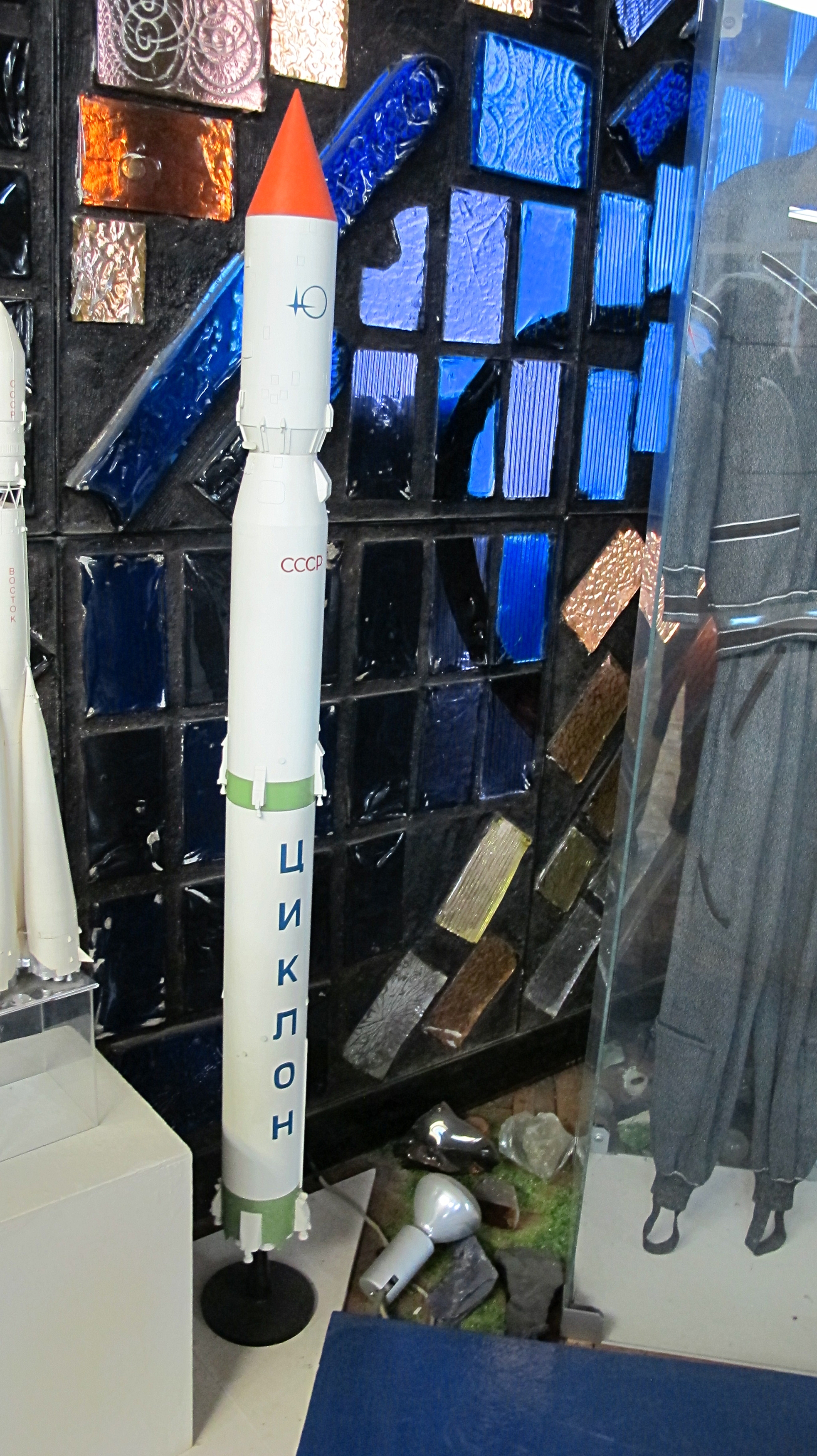

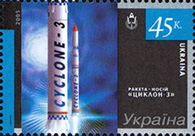
Ракета-носій «Циклон-3» на поштовій марці України, 2005 рік

«Циклон» — (11К69, за термінологією КБЮ «Циклон-2А») двоступінчаста рідинна ракета-носій легкого класу для виведення космічних апаратів на низькі навколоземні орбіти. Її прототипом стала бойова міжконтинентальна балістична ракета Р-36орб. Літно-конструкторські випробування (ЛКІ) РН «Циклон» розпочалися в серпні 1967 року (було 8 пусків, всі успішні), але в експлуатацію вона не була прийнята. Експлуатація сімейства РН розпочалася з модифікації РН «Циклон-2».
Спроєктована конструкторським бюро «Південне» у Дніпропетровську, вироблялася Південним машинобудівним заводом ім. О. М. Макарова (НВО « Південмаш», Дніпропетровськ). Система управління розроблена харківським НВО «Електроприлад».

## Модифікації

### Циклон-2
Перший запуск ракети-носія РН відбувся в 1969 році, а в 1975 році ракета була прийнята на озброєння. Конструкція носія дозволяє виводити космічні апарати на енергетично оптимальні кругові та еліптичні траєкторії.
Останній запуск ракети-носія «Циклон-2» відбувся 25 червня 2006 року. За час експлуатації було здійснено 106 пусків цього варіанта ракети, всі успішні. Єдина ракета-носій у світі з подібним результатом при більш ніж ста пусках.

### Циклон-3
Перший запуск триступеневої РН (11К68) здійснено у червні 1977 року. Останній, 122-й був виконаний з космодрому « Плесецьк» 30 січня 2009 року. 7 пусків РН «Циклон-3» були невдалими.Стартова вага: 187 т. Маса корисного навантаження, що виводиться: Нкр = 200 км — 3,6 т.; Нкр = 1000 км — 2,5 т.

### Циклон-4
РН «Циклон-4» є покращеним варіантом триступеневої ракети-носія Циклон-3.
Через низку проблем, у тому числі з фінансуванням проєкту, перший старт ракети неодноразово відкладався. Спочатку він планувався на 2010 рік, пізніше перенесений на 2013 рік, потім на 2014 рік, але в результаті досі не відбувся.. В результаті президентом Бразилії Ділмою Русефф у січні 2015 року було ухвалено рішення про припинення участі латиноамериканської сторони у проєкті.

### Циклон-4М
Спільний українсько-канадський проєкт. Після аналізу вимог ринку космічних запусків було розпочато розробку ракети-носія середнього класу для здійснення комерційних місій із запусків космічних апаратів масою до 5 тонн на низьку навколоземну та до 3,4 тонни на сонячно-синхронну орбіти. Ведеться проєктування ракети-носія, початок будівництва спеціалізованого космодрому в провінції Нова Шотландія (Канада) було заплановано на 2018 рік, неодноразово переносилося.

### Циклон-1М
У квітні 2019 року КБ «Південне» в Дніпрі оголосило про розробку ракети-носія легкого класу, здатну виводити корисне навантаження масою 750 кг на сонячно-синхронну орбіту заввишки 600 км. Компонування ракети-носія — триступінчасте, як можливі місця запуску вказувалися майданчики на території Миколаївської або Херсонської областей України.

## Космічні апарати, що виводилися «Циклонами»
Ракета-носій використовувалася у межах випробувань за програмою протиракетної оборони (ПРО), як винищувач супутників. Всього в період з 1969 по 1982 рік з метою протидії космічним об'єктам ракетами-носіями 11К69 були виведені три КА — мішені і 18 КА — перехоплювачів. Перехоплення об'єктів забезпечувалося на висоті до 1000 км.
- Коронас-Фотон — " Плесецьк " 30 січня 2009 року.
- КОРОНАС-Ф
- АУОС-З-М-А-ІК
- АУОС-З-І-Е
- АУОС-З-АВ-ІК
- АУОС-З-АП-ІК
- КОРОНАС-І
- Мусон
- Океан-Е № 1
- Океан-Е № 2
- Океан-ОЕ
- Океан-О1
- Кільце

## Модифікації ракет серії Р-36
- Р-36 / Р-36 орб («орбітальна») — боєголовка виходила в космос
- Р-36М «Сатана» (15А14)
- Р-36М УТТХ «Сатана»(15А18) (за класифікацією НАТО: SS-18 Mod 4)
- Р-36М2 «Сатана» (15А18М) (за класифікацією НАТО: SS-18 Mod 5 «Satan», SS-18 Mod 6 «Satan»)
- Р-36М3 «Ікар» (проєкт)

- космічні ракети :

- РН Дніпро (15A18) — ракета-носій легкого класу, що є конверсійним використанням МБР Р-36М, які підлягають утилізації.
- РН «Циклон» — ракета-носій створена на базі МБР серії Р-36.
- РН Циклон-2 — створена на основі ядерної 8К69. Перший пуск: 6 серпня 1969 року, останній пуск: 2006 року на КБ «Південне» (офіційний сайт)
- РН Циклон-3 (будівництво припинено). Створено на основі ядерної 8К69 перший пуск: 24 червня 1977 року КБ «Південне» (офіційний сайт)
- РН Циклон-4 (будівництво припинено) Клас ракети-носія: легкий джерело: КБ «Південне» (офіційний сайт)
- РН Циклон-4М будується космодром в Канаді за кошти США: Побудова космодрому спочатку планувалася до 2018 року, а перший пуск ракети до 2020 року (перенесено) — Клас ракети-носія: середній джерело: КБ «Південне» (офіційний сайт)